# Enchin
Enchin (jap. 円珍 Enchin, Chishō-daishi; ur. 814, zm. 891) – znamienity duchowny buddyjski; 5. patriarcha sekty tendai i założyciel odłamu jimon; jeden z najwybitniejszych malarzy sakralnych epoki; propagator buddyzmu, autor licznych rozpraw. W latach 853-858 pobierał nauki w Chinach (m.in. w Xi’an, Luoyang). Pośmiertnie uzyskał imię Chishō i tytuł daishi - wielkiego mistrza.

## Biografia
Pochodził z rodziny Wake w prowincji Sanuki. Był bratankiem Kūkaia. W 15 roku życia udał się na górę Hiei i został uczniem Gishina. 
W 857 r. udał się do Chin. Studiował w klasztorze w Fujian tekst sanskrycki Siddham. Następnie na górze Tiantai studiował nauki tiantai. Później w Chang’anie studiował ezoteryczny buddyzm i odbył ceremonię inicjacyjną.
Po powrocie do Japonii w 858 r. przebywał w Sannō-in na górze Hiei. Prowadził wówczas wielokrotnie różne ceremonie na dworze cesarskim. W 859 r. przeniósł się do Mii-dery, a w 866 r. został głównym opatem tego klasztoru. W 868 r. otrzymał funkcję zasu - głównego opata Enryaku-ji i tym samym szkoły tendai. W tym samym roku otrzymał również imperialną zgodę na prowadzenie w Mii-derze ezoterycznych przekazów. To doprowadziło do schizmy pomiędzy podszkołą sammon ("z góry" Hiei), a podszkołą jimon ("poza górą", gdyż Onjō-ji czyli Mii-dera znajdowała się u podnóża góry). Enchin preferował nauki ezoteryczne nad naukami tendai.
Enchin ujednolicił nauki szkoły z ezoterycznym buddyzmem i zinterpretował nawet Sutrę lotosu z punktu widzenia nauk ezoterycznych. Z kolei użył terminologii tendai w celu wyjaśnienia ezoterycznej Sutry Mahawajroczany. Wspierał także oddawanie czci rodzimym bóstwom (jap. kami) oraz wprowadził do nauczania elementy konfucjańskie.
Przypisuje mu się autorstwo, mającego status skarbu narodowego, obrazu Żółty Fudō (838 r., świątynia Mii-dera). Przez długi czas przypisywano mu również autorstwo Czerwonego Fudō (świątynia Myōō-in), ale obecnie obraz datowany jest na późniejszy.

## Konflikt
Gdy został zasu szkoły tendai spowodowało to silną rywalizację pomiędzy jego zwolennikami, a zwolennikami zmarłego w 864 r. Ennina, który w 854 r. otrzymał stanowisko zasu. Podczas nieprzerwanego 12-letniego pobytu na górze Hiei Enchin widział już konflikty pomiędzy uczniami Saichō - Enchō i Kosho, a uczniami jego nauczyciela i pierwszego zasu tendai - Gishina. Po śmierci Gishina jego główny uczeń Enshū (735-845) został wybrany na zasu szkoły, ale sprzeciwił się temu zespół Enchō-Kosho. Po prawie rocznych kłótniach zmuszono ostatecznie Enshū do opuszczenia góry Hiei.